# Province d'Aoste
1927–1945
Entités précédentes :
- Arrondissement d'Aoste

Entités suivantes :
- Région autonome Vallée d'Aoste

La province d'Aoste (italien : provincia di Aosta) était une province italienne ayant existé entre 1927 et 1945. Son chef-lieu était la ville d'Aoste. Le code de la province sur les plaques d'immatriculation était AO, qui a été conservé par la suite dans la région autonome Vallée d'Aoste.

## Histoire
Lors de sa création en 1927, la province d'Aoste comprend les communes des anciens arrondissements d'Aoste et d'Ivrée, faisant déjà partie de la province de Turin. Son extension correspond à celle des deux entités administratives précédentes, à savoir la division d'Aoste et le département de la Doire, ainsi qu'à l'actuelle région autonome Vallée d'Aoste.
La province d'Aoste n'avait pas de Conseil provincial et il n'y a jamais eu d'élections. La fonction administrative était assumée par un préfet et par un président.
Les noms en français des communes valdôtaines sont traduits en italien à la suite du décret royal n.1442 du 22 juillet 1939.
Lorsqu'au printemps 1945 l'armée française prend le contrôle de ce territoire, le président Harry Truman intervient personnellement afin d'en demander le retrait.
La suppression de la province d'Aoste a lieu à Rome par le décret n.545 du 7 septembre 1945.
La Circonscription autonome de la Vallée d'Aoste, comprenant alors 46 communes, devient région autonome à statut spécial en vertu de la loi constitutionnelle n.4 du 26 février 1948. Le territoire original de l'ancienne arrondissement d'Aoste est rétabli, aussi bien que les toponymes en français des communes.